# Општина Трн
Општина Трн (буг. Община Трън) административна је јединица у Перничкој области, на западу Бугарске. Седиште општине је градско насеље Трн. Према попису из 2011. године у општини је живело 4.146 становника.

## Положај
Општина се налази у северозападном делу Перничке области. Део је историјско-географске области Знепоље. Површина општине је 573,46 км2 и највећа је од свих 6 општина у Перничкој области. Граничи се на северу и западу са Србијом, североистоку са општином Драгоман, истоку са општином Брезник, југоистоку са општином Земен и на југу са општином Трекљано.

## Насељена места
Општина Трн обухвата 52 насељена места.
| - Банкја - Берајнци - Богојна - Бохова - Бусинци - Бутроинци - Велиново - Видрар - Врапча - Вукан - Главановци - Глоговица - Горња Мелна | - Горочевци - Џинчовци - Доковци - Доња Мелна - Дуга Лука - Ездимирци - Еловица - Ерул - Забел - Зелениград - Јарловци - Кожинци - Костуринци | - Кашле - Лева Река - Лешниковци - Ломница - Љaлинци - Милковци - Милославци - Мракетинци - Мрамор - Насалевци - Неделково - Парамун - Пенковци | - Проданча - Радово - Рани Луг - Рејановци - Слишовци - Стајчовци - Стрезимировци - Студен Извор - Трн - Туроковци - Филиповци - Цегриловци - Шипковица |

## Демографија
У општини је према попису из 2011. године живело 4.146 становника. Већина се изјаснила као Бугари којих је било 71,8%, следе Роми са 15,8%, док 11,9% становништва није одговорило. У верском погледу већина су православци којих је 59,6%, неизјашњених је 6,7%, док 27,4% становништва није одговорило.
| Национални састав према попису из 2011.‍ | Национални састав према попису из 2011.‍ | Национални састав према попису из 2011.‍ | Национални састав према попису из 2011.‍ | Национални састав према попису из 2011.‍ |
| --------------------------------------- | --------------------------------------- | --------------------------------------- | --------------------------------------- | --------------------------------------- |
|                                         |                                         |                                         |                                         |                                         |
| Бугари                                  | Бугари                                  |                                         | 2.977                                   | 71,8%                                   |
| Роми                                    | Роми                                    |                                         | 656                                     | 15,8%                                   |
| непознато                               | непознато                               |                                         | 495                                     | 11,9%                                   |
| Укупно: 4.146                           |                                         |                                         |                                         |                                         |

| Верски састав према попису из 2011.‍ | Верски састав према попису из 2011.‍ | Верски састав према попису из 2011.‍ | Верски састав према попису из 2011.‍ | Верски састав према попису из 2011.‍ |
| ----------------------------------- | ----------------------------------- | ----------------------------------- | ----------------------------------- | ----------------------------------- |
|                                     |                                     |                                     |                                     |                                     |
| Православци                         | Православци                         |                                     | 2.471                               | 59,6%                               |
| неизјашњени                         | неизјашњени                         |                                     | 276                                 | 6,7%                                |
| непознато                           | непознато                           |                                     | 1.136                               | 27,4%                               |
| Укупно: 4.146                       |                                     |                                     |                                     |                                     |

Број становника по пописима:
| Кретање броја становника | Кретање броја становника | Кретање броја становника | Кретање броја становника | Кретање броја становника | Кретање броја становника | Кретање броја становника | Кретање броја становника | Кретање броја становника |
| 1934                     | 1946                     | 1956                     | 1965                     | 1975                     | 1985                     | 1992                     | 2001                     | 2011                     |
| ------------------------ | ------------------------ | ------------------------ | ------------------------ | ------------------------ | ------------------------ | ------------------------ | ------------------------ | ------------------------ |
| 28.780                   | 26.429                   | 18.602                   | 12.900                   | 9.775                    | 7.922                    | 6.890                    | 5.627                    | 4.146                    |